# Internationaler Bund der Opfer des Krieges und der Arbeit
Der Internationale Bund der Opfer des Krieges und der Arbeit war ein linker Kriegsopfer- und Arbeitsinvaliden-Verband zur Zeit der Weimarer Republik.
Der Verband gründete sich 1919 zunächst unter dem Namen Internationaler Bund der Kriegsbeschädigten und Körperbehinderten in Abgrenzung zum von der SPD dominierten Reichsbund der Kriegsteilnehmer und Kriegsbeschädigten und stand zuerst mehrheitlich der USPD nahe und geriet später unter die Kontrolle der KPD. 1923 nahm der seit seiner Gründung von Karl Tiedt geführte Verband den Namen Internationaler Bund der Opfer des Krieges und der Arbeit an. Schwerpunkte der Aktivitäten des Verbandes war der Einsatz für die sozialen Rechte von Behinderten am Arbeitsplatz, in Wohn- und Mietfragen und im Gesundheitswesen.
Der Verbandsvorsitz wurde 1927 nach dem KPD-Ausschluss Tiedts von Hugo Gräf übernommen, 1930 zählte der Verband über 70.000 Mitglieder. 1933 nach der Machtübernahme der NSDAP wurde der Internationale Bund der Opfer des Krieges und der Arbeit verboten.
Das Organ des Verbandes war das Internationale Kriegsopfer-Bulletin.